# Пейн-Спрінгс (Техас)
Пейн-Спрінгс (англ. Payne Springs) — місто (англ. town) в США, в окрузі Гендерсон штату Техас. Населення — 741 особа (2020).

## Географія
Пейн-Спрінгс розташований за координатами 32°17′24″ пн. ш. 96°7′13″ зх. д. / 32.29000° пн. ш. 96.12028° зх. д. (32.290068, -96.120166).  За даними Бюро перепису населення США в 2010 році місто мало площу 5,25 км², з яких 5,24 км² — суходіл та 0,00 км² — водойми.

## Демографія
Згідно з переписом 2010 року, у місті мешкало 767 осіб у 304 домогосподарствах у складі 220 родин. Густота населення становила 146 осіб/км².  Було 418 помешкань (80/км²).
Расовий склад населення:
| - 94,0 % — білих - 1,3 % — корінних американців - 0,5 % — чорних або афроамериканців - 0,3 % — азіатів - 0,1 % — вихідців з тихоокеанських островів - 2,1 % — осіб інших рас |

До двох чи більше рас належало 1,7 %. Частка іспаномовних становила 4,2 % від усіх жителів.
За віковим діапазоном населення розподілялося таким чином: 21,3 % — особи молодші 18 років, 58,8 % — особи у віці 18—64 років, 19,9 % — особи у віці 65 років та старші. Медіана віку мешканця становила 45,2 року. На 100 осіб жіночої статі у місті припадало 100,8 чоловіків;  на 100 жінок у віці від 18 років та старших — 100,0 чоловіків також старших 18 років.
Середній дохід на одне домашнє господарство  становив 59 104 долари США (медіана — 41 875), а середній дохід на одну сім'ю — 57 449 доларів (медіана — 47 917). За межею бідності перебувало 16,0 % осіб, у тому числі 28,7 % дітей у віці до 18 років та 9,3 % осіб у віці 65 років та старших.
Цивільне працевлаштоване населення становило 245 осіб. Основні галузі зайнятості: освіта, охорона здоров'я та соціальна допомога — 20,4 %, будівництво — 19,2 %, виробництво — 13,9 %, роздрібна торгівля — 13,1 %.